# Športno društvo Zahomc
Športno društvo Zahomc (nemško Sportverein Achomitz) je športno društvo za zimske športe iz Zahomca v občini Straja vas na avstrijskem koroškem. Vzdržuje naravno smučarsko skakalnico v Zahomcu in združuje športnike in športnice iz smučarskih skokov, nordijske kombinacije in teka na smučeh. Je tudi središče dvojezičnosti v ziljski dolini.
Pobudo za izgradnjo skakalnice in ustanovitev športnega društva so podali ljubljanski smučarski skakalec in inženir Janez Gorišek, inženir Stanko Bloudek, ki je zgradil tudi Bloudkovo velikanko v Planici, in domačin Janko Wiegele. Slednji je bil več desetletij gonilna sila društva. Leta 1953 so zgradili 30-metrsko skakalnico in uradno registrirali društvo. Leta 1962 so gradili 60-metrsko skakalnico in leta 1969 je Sepp Gratzer kot prvi član društva osvojil naslov avstrijskega državnega prvaka v smučarskih skokih. Najuspešnejše obdobje v zgodovini kluba je bilo v sedemdesetih letih z zlato in bronasto medaljo Karla Schnabla na Zimskih olimpijskih igrah 1976 v Innsbrucku. Hans Wallner je na Svetovnem prvenstvu v nordijskem smučanju 1982 osvojil srebrno medaljo na ekipni tekmi. Leta 1994 je bil v Zahomcu vzpostavljen zvezni nordijski center, kar je klubu prineslo nov zagon. Vzpostavljena je bila tudi ženska ekipa in dodana športa nordijska kombinacija in tek na smučeh. Leta 1998 je bila zgrajena klubska hiša.

## Znani športniki
- Tanja Drage (* 1987)
- Tomaž Druml (* 1988)
- Sepp Gratzer (* 1955)
- Stefan Kaiser (* 1983)
- Hans Millonig (* 1952)
- Karl Schnabl (* 1954)
- Sonja Schoitsch (* 1997)
- Katrin Stefaner (* 1987)
- Daniel Tschofenig (* 2002)
- Hans Wallner (* 1953)
- Franz Wiegele (* 1965)
- Lisa Wiegele (* 1995)
- Hannah Wiegele (* 2001)